# احشام شیخی
احشام شیخی، روستایی از توابع بخش مرکزی شهرستان بوشهر در استان بوشهر ایران است.

## جمعیت
این روستا در دهستان انگالی قرار دارد و براساس سرشماری مرکز آمار ایران در سال ۱۳۸۵، جمعیت آن زیر سه خانوار بوده‌است.